# 미요시촌 (아오모리현)
미요시촌(三好村)은 아오모리현 기타쓰가루군에 설치되었던 촌이다. 현재의 고쇼가와라시에 해당한다.

## 연혁
- 1889년 4월 1일 - 정촌제 시행에 의해 기타쓰가루군 쓰루가오카촌, 다카세촌, 모가와촌과 합병해, 미요시촌이 성립하였다.
- 1954년 10월 1일 - 고쇼가와라정, 사카에촌, 나카가와촌, 나가하시촌, 마쓰시마촌, 이즈메촌과 합병해 시제를 시행해 고쇼가와라시가 되었다.